# Puškař

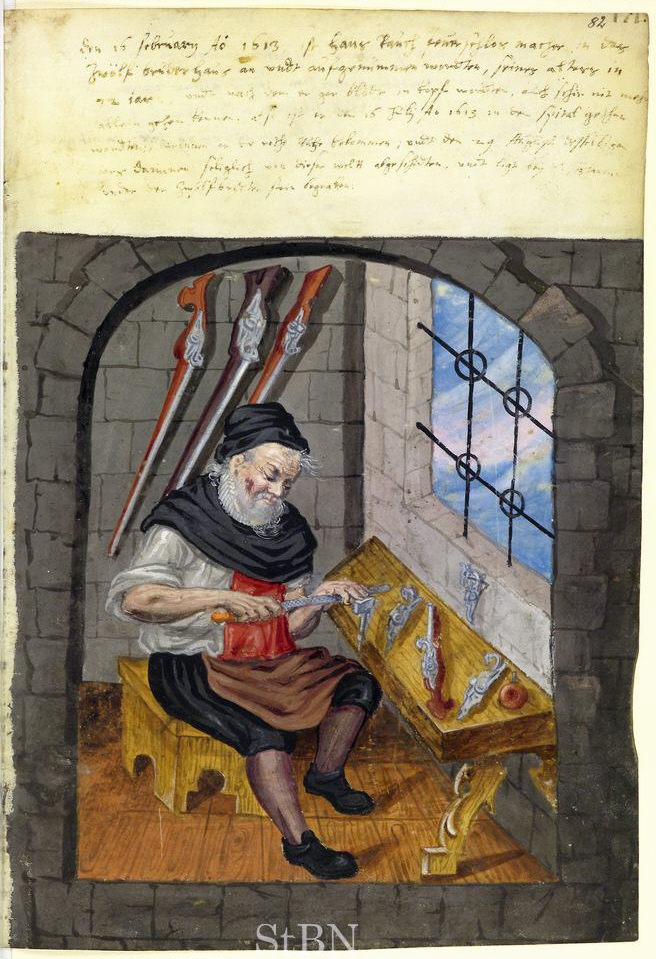
Puškař z Norimberka, rok 1613

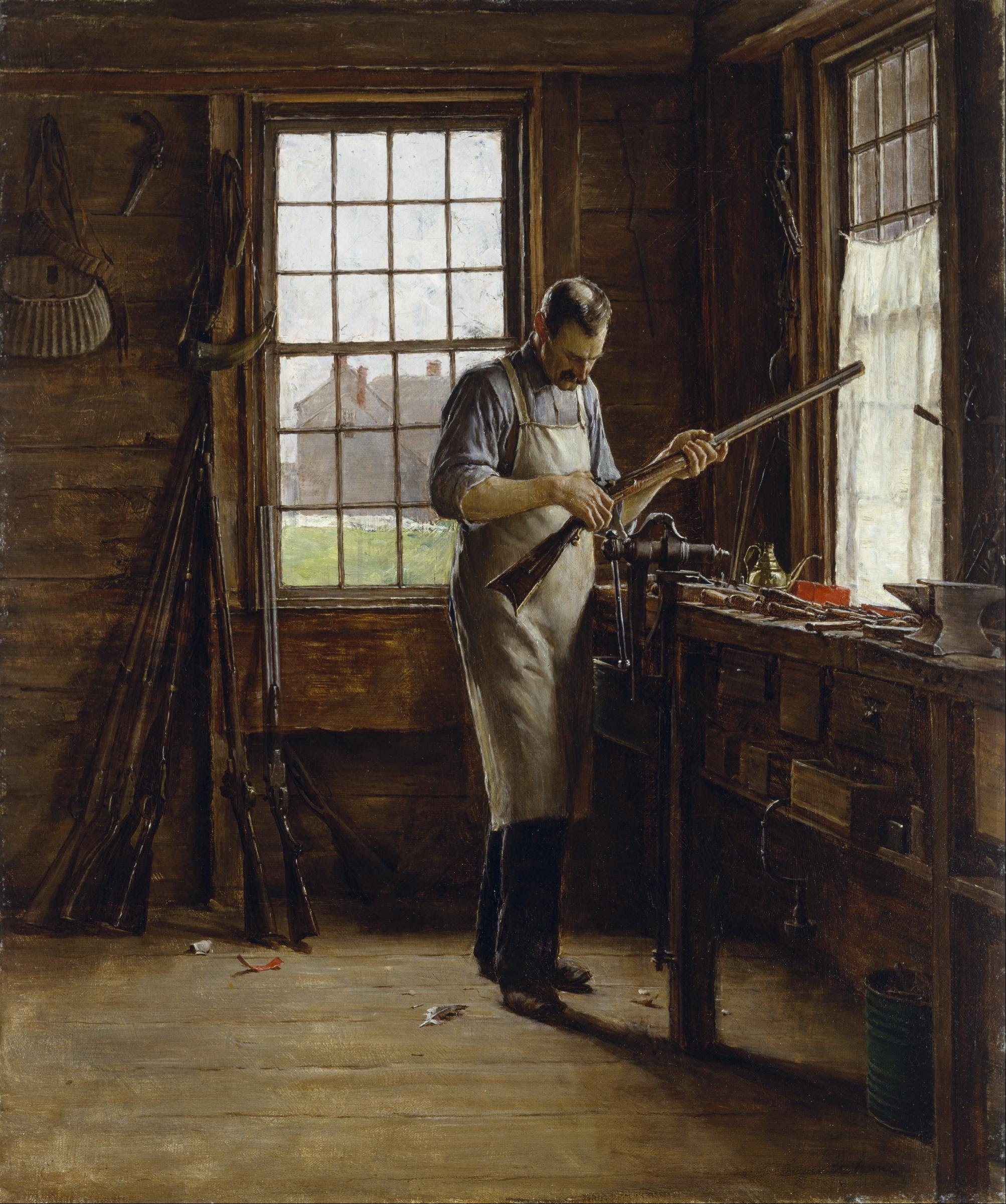
Edgar Melville Ward: Puškař na obraze z let 1885–1900

Puškař je řemeslník, který opravuje, upravuje, navrhuje, konstruuje a sestrojuje palné zbraně. 

## Historie
Puškařství vzniklo po vynálezu střelného prachu, k rozvoji palných zbraní během 15. století přispěli husité. Jejich puškaři byli původní profesí zvonaři a odlévali z bronzu píšťaly (z nich odvozeno slovo pistole) a větší hákovnice (tarasnice, houfnice). Od 2. poloviny 16. století již u dvora pracovali specializovaní puškaři, k prvním patřil Tomáš Jaroš z Brna, který odléval zvony, křtitelnice i kašnu, ale profesí se vždy tituloval puškař (Puchsengiesser), protože prestiž tohoto řemesla byla vyšší. Oproti  nim platnéři či brníři zhotovovali jen brnění a mečíř vyráběl chladné zbraně. Kolem roku 1600 již puškaři vedle lehkých pušek loveckých  zhotovovat válečné muškety. Rozvoj jejich řemesla uspíšila třicetiletá válka a po ní válka prusko-rakouská.
Puškař provádí opravy a renovace zbraní na vysoké řemeslné úrovni a věnuje se i jejich úpravám a přestavbám pro zvláštní účely. Puškaři měli v minulosti také často dělbu práce: byli specialisté na zámky, rytci  pro figurální rytiny nebo pro gravírování ocelové zámkové desky, specialisté řezbáři reliéfů ve slonovině či kosti, další z nich do kosti nebo do dřeva motivy vypalovali v ploše.

## Uplatnění puškařů
Puškař může být zaměstnán v:
- zbrojovce čili továrně na výrobu zbraní
- arzenálu vojenských či represivních orgánů (policie, armáda, apod.)
- malé puškařské dílně, kterou buď vlastní nebo je jejím zaměstnancem
- v muzeu
- prodejně střeleckých potřeb

## Školství
V České republice je možnost vyučení a absolvování čtyřletého (maturitního) oboru Technik-Puškař, nebo tříletého (s výučním listem) středoškolského vzdělání v oboru Puškař. V České republice je možné tyto obory studovat v Brně na Střední škole technické a ekonomické a v Uherském Brodě na Střední škole – Centrum odborné přípravy technické.

## Významní světoví puškaři
- Lazarino Cominazzo a rod Cominazzů – v italské Brescii
- Giuseppe Console - Milán
- John Browning – americký konstruktér zbraní, otec automatické BAR 1918
- John Garand – kanadsko-americký konstruktér zbraní, otec samonabíjecí pušky M1 Garand
- Richard Gatling – americký vynálezce, který zkonstruoval Gatlingův kulomet
- Dieudonné Saive – belgický konstruktér střelných zbraní, otec poloautomatické pušky FN Model 1949 a útočné pušky FN FAL
- Eugene Stoner – americký konstruktér zbraní, otec pušek řady AR-15, z níž vzešla puška M16 a karabina M4
- Michail Kalašnikov – ruský konstruktér pěchotních zbraní, otec útočných pušek AK-47 a AK-74

## Významní čeští puškaři
- Keinerové a Keiserové – Cheb, 17. století
- Jan Stifter – Praha, 1. pol. 17. století
- Kašpar Neireiter – Praha, 1. pol. 17. století
- Jan Mendel – Praha, 1. pol. 17. století
- Adam Schnepf – Brno, 18. století[2]
- Matheus Muck a jeho syn Franz Xaver Muck – Brno, 18. století[3]
- Vincenc Diwisch[4]
- Antonín Vincenc Lebeda – nejvýznamnější český puškař 19. století
- Ferdinand Mannlicher z Mostu – česko-rakouský konstruktér
- Sylvestr Krnka a  jeho syn Karel Krnka – puškaři a vynálezci
- Karel Holub – puškař a vynálezce
- Jan a Hynek Wangler Golčův Jeníkov a Kutná Hora